# Gao
Gao je mesto v afriški državi Mali. Kraj se nahaja ob reki Niger približno 320 km vzhodno do jugovzhodno od Timbuktuja. Po podatkih iz leta 2009 ima 86.663 prebivalcev.
Skozi ves čas svojega obstoja je bil Gao pomembno trgovsko središče. Arabski viri navajajo, da je imel že v 9. stoletju precejšnjo politično moč v regiji. Konec 13. stoletja je izgubil svojo samostojnost in postal del Malijskega cesarstva. V prvi polovici 15. stoletja je ponovno postal samostojen, postal je tudi glavno mesto Songajskega imperija. Z maroškim vdorom leta 1591 se je cesarstvo zrušilo, središče se je preneslo na Timbuktu, medtem ko je Gao počasi utonil v pozabo.
31. marca 2012 je Gao, v katerem je bila nastanjena Malijska vojska, zavzelo uporniško gibanje za osvoboditev Azavada (MNLA). Po zavzetju Kidala in Timbuktuja je MNLA 6. aprila v Gau razglasila neodvisnost severnega dela Malija, imenovanega Azavad, Gao pa imenovala za njegovo glavno mesto.

## Pobratena mesta
- Berkeley, Kalifornija (ZDA),
- Thionville (Francija).